# Peloribates guttatoides
Peloribates guttatoides är en kvalsterart som beskrevs av Hammer 1979. Peloribates guttatoides ingår i släktet Peloribates och familjen Haplozetidae. Inga underarter finns listade i Catalogue of Life.